# Űrtábor (Huntsville)

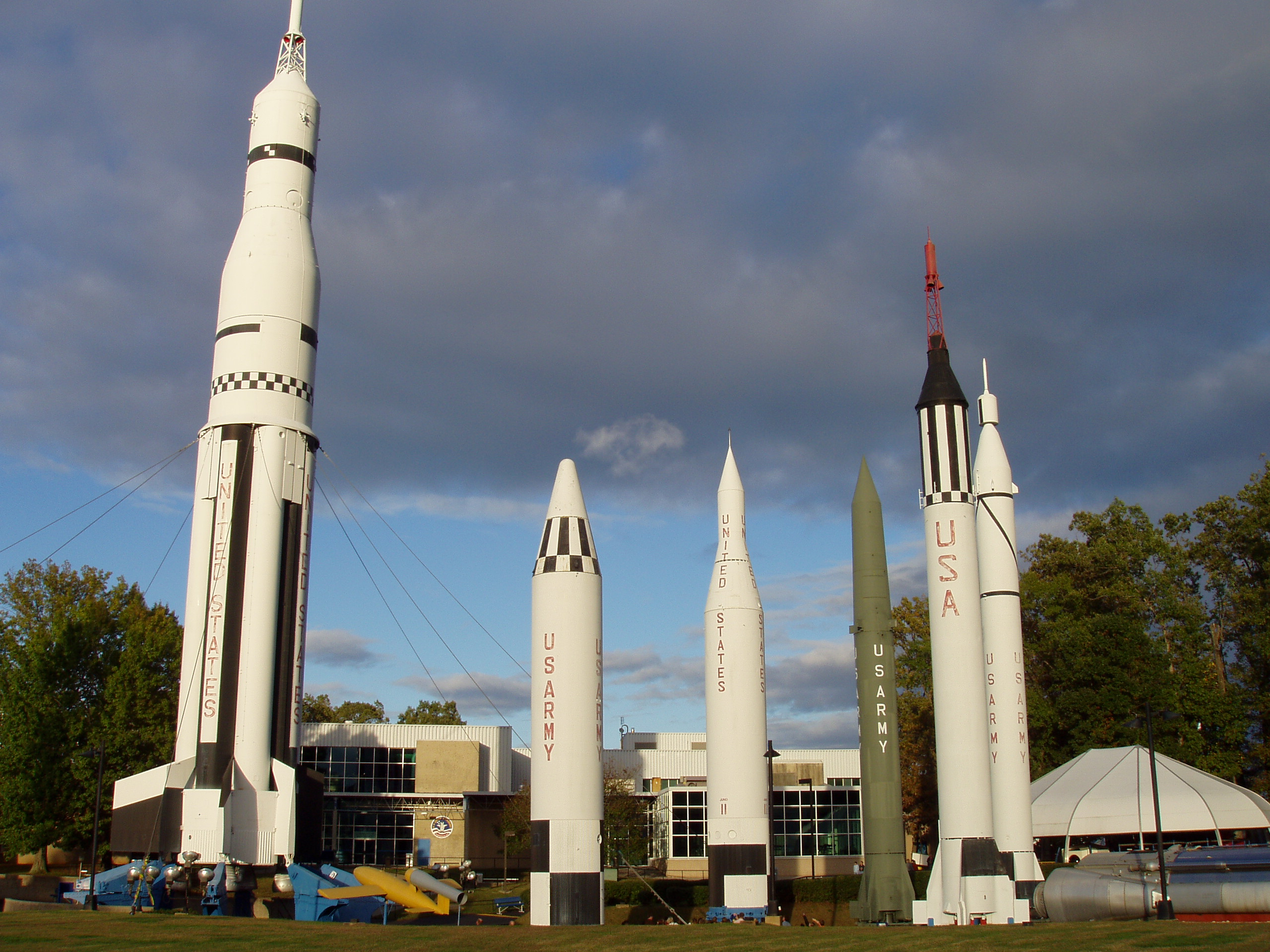
Álló rakéták Huntsville-ben, Alabama (U.S. Space & Rocket Center) A rakéták balról: Saturn 1B, Jupiter, Juno II, Redstone, Mercury-Redstone, és Jupiter-C

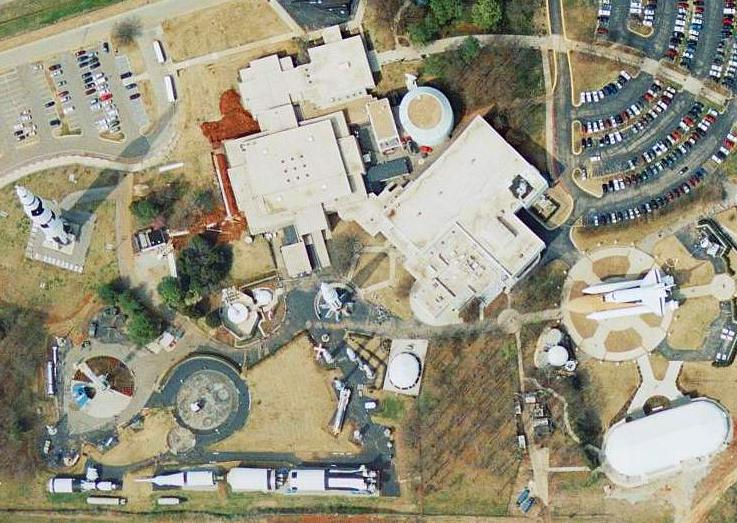
A Marshall Space Flight Center mellett működő U.S. Space and Rocket Center légifényképe (US Geological Survey fénykép)

A huntsville-i Űrtábor (space Camp) a NASA különleges oktatási létesítmény az Amerikai Egyesült Államokban, Alabama államban a U.S. Space & Rocket Center múzeum területén. Huntsville városában települt, az ottani űrközpont, a NASA Marshall Space Flight Center mellett. Az egyik kezdeményezője Wernher von Braun volt, aki egy ideig a Marshall Space Flight Center igazgatójaként is dolgozott.

## A Marshall Space Flight Center és az Űrtábor
A II. világháború után az amerikaiak német tudósokat telepítettek át az Egyesült Államokba és a rakétakutatás továbbfejlesztésében adtak szerepet tudásuknak. Az Appalache-hegység déli szélén álló Huntsville városkára esett a választásuk és itt épült föl az a rakéta-kísérleti telep, amely később az Amerikai Egyesült Államok űrprogramjaiban fontos szerepet játszott. 
Wernher von Braun javaslatára oktatási céllal a már nem használt űreszközökből ifjúsági parkot és űrmúzeumot rendeztek be a Marshall Űrközpont mellett. Itt egy hetes turnusokban diákok táborozhatnak, bentlakásos módon és részt vehetnek az űrkutatási és ürrepülési munkákra való tevékeny, játékos kiképzésben.

## Nemzetközi Űrtábor
Az Űrtábor igen rangos intézmény. A múzeumban mintegy 1500 űreszközt helyeztek el. A kiállítási tárgyak jelentős részét ténylegesen ki is lehet próbálni.
1992 óta Magyarországról is minden évben meghívnak egy 3 tagú csoportot a Nemzetközi Űrtábor egy hetes programján való részvételre. Ezt a lehetőséget Farkas Bertalan magyar űrhajós szervezte meg. Az egyhetes program költségeit 2010-ig a meghívó fél állta egy kísérőtanár és két középiskolás számára (egy fiú és egy leány), 2011 óta csak a meghívott tanár részvételi díját fedezik. 
Magyarországon a MANT évente rendezett esszépályázatának nyertesei jutottak el diákként a Nemzetközi Űrtáborba.

## Lásd még
- NASA

## Külső hivatkozások
- A Marshall Űrközpont mellett működő U.S. Space & Rocket Center honlapja Archiválva 2008. december 4-i dátummal a Wayback Machine-ben
- A NASA Marshall Űrközpontja
- A Magyar Asztronautikai Társaság honlapja